# قره‌لر (ایمیشلی)
قره‌لر (به ترکی آذربایجانی: Qaralar) یک منطقه مسکونی در جمهوری آذربایجان است که در شهرستان ایمیشلی واقع شده‌است. قره‌لر ۳۳۶۰ نفر جمعیت دارد.